# Melanozosteria insularis
Melanozosteria insularis es una especie de cucaracha terrestre del género Melanozosteria, tribu Polyzosteriini, subfamilia Polyzosteriinae. Fue descrita científicamente por Shaw en 1925.

## Distribución
Se distribuye por Oceanía: Australia.